# Infamous Angel
Infamous Angel é o álbum de estreia da cantora Iris DeMent.
Em 1995, a canção do disco chamada "Our Town" foi tocada nos momentos finais da série  Northern Exposure da CBS. Ela também foi regravada por Kate Rusby, Jody Stecher e Kate Brislin.

## Lista de músicas
1. "Let the Mystery Be" – 2:46
2. "These Hills" – 3:40
3. "Hotter Than Mojave in My Heart" – 2:33
4. "When Love Was Young" – 3:38
5. "Our Town" – 4:58
6. "Fifty Miles of Elbow Room" (F. W. McGee) – 3:12
7. "Infamous Angel" – 3:46
8. "Sweet Forgiveness" – 2:44
9. "After You've Gone" – 4:04
10. "Mama's Opry" – 3:25
11. "Higher Ground" [1]) – 3:34

## Ficha
- Iris DeMent – vocais,violão
- Flora Mae DeMent – vocal em  "Higher Ground"
- Jeff Hushkins – baixo
- Roy Huskey, Jr. – baixo
- Infamous Angel Choir: Jeff Black, Hal Ketchum, Jim Rooney e Iris DeMent on "Higher Ground"
- Al Perkins – dobro
- Pete Wasner – piano
- Jim Rooney – vocal em "50 Miles of Elbow Room"
- Jerry Douglas – dobro on "Infamous Angel"
- Stuart Duncan – fiddle, mandolin
- Emmylou Harris – vocais e violão em  "Mama's Opry"
- Mark Howard – violão

- Produzido por Jim Rooney
- Mixado por Richard Adler
- Masteridado por Denny Purcell